# Hückelhoven
Hückelhoven település Németországban, azon belül Észak-Rajna-Vesztfália tartományban. Lakosainak száma 41 594 fő (2023. december 31.).

## Népesség
A település népességének változása:
| Lakosok száma | 34 865 | 39 585 | 39 931 | 40 712 | 41 301 | 41 594 |
|               | 1975   | 2017   | 2019   | 2021   | 2022   | 2023   |